# 親類成り
親類成り（しんるいなり）は、滋賀県高島市勝野打下で行われていた婚姻風俗である。

## 概要
後藤興善によれば、当地においては、嫁入りの儀式はほとんどなしですませて、そのかわり、「親類成り」といって、1～2年過ぎてから双方の親類を招いてさかんに饗応する。当地では嫁は姑の死ぬまで婚家の蔵に入ることを許されず、したがって自分の衣服はすべて親の家に置く。長崎県対馬など西南の島々でもこのような風が行われる地は多い。日本の古い婚姻風俗はこのようなものであったと思われ、京都に近い滋賀県にこのような風が残っていたことは民俗学者の注目を集めた。